# The Gilded Palace of Sin
The Gilded Palace of Sin är debutalbumet av den amerikanska countryrockgruppen The Flying Burrito Brothers. Det lanserades 1969 på A&M Records. Skivan blev ingen större kommersiell framgång, den nådde plats 164 på Billboard 200-listan. Den har fortfarande inte fått något certifiat av RIAA. Skivan har senare setts som en mycket viktig inspirationskälla för artister inom countryrock. Albumet blev listat som #192 i magasinet Rolling Stones lista The 500 Greatest Albums of All Time.

## Låtlista
(upphovsman inom parentes)
1. "Christine's Tune" (Parsons, Hillman) - 3:04
2. "Sin City" (Parsons, Hillman) - 4:11
3. "Do Right Woman" (Chips Moman, Dan Penn) - 3:56
4. "Dark End of the Street" (Chips Moman, Penn) - 3:58
5. "My Uncle" (Parsons, Hillman) - 2:3
6. "Wheels" (Hillman, Parsons) - 3:04
7. "Juanita" (Hillman, Parsons) - 2:31
8. "Hot Burrito #1" (Ethridge, Parsons) - 3:40
9. "Hot Burrito #2" (Ethridge, Parsons) - 3:19
10. "Do You Know How It Feels" (Parsons, Barry Goldberg) - 2:09
11. "Hippie Boy" (Hillman, Parsons) - 4:55